# Réseau de Petri temporisé
Chronologiquement, ce modèle fut la première extension temporisée de réseaux de Petri. Cet outil permet de représenter les mécanismes temporisés associés à un processus avec une logique de description des temps nécessaires aux opérations. Il est performant pour la spécification et la validation des systèmes comprenant des temps minimum. Par exemple, le modèle t-
temporisé est surtout utilisé dans le cadre de l’évaluation de performances ,.
Le temps peut être associé aux transitions   (modèle t-temporisé) ou aux places  (modèle p-temporisé). [Sifakis80] a montré que tous ces modèles sont équivalents. 